# Sati Kazanova
 (août 2024).
 (juillet 2024).
- Si vous ne connaissez pas le sujet, laissez ce bandeau (vous pouvez alors contacter les auteurs).
- Si vous supprimez le contenu mis en cause (vous pouvez préalablement contacter les auteurs),

argumentez précisément cette suppression dans la page de discussion
(un manque de référence n'est pas un argument ; une recherche réelle de référence doit avoir été effectuée, être formellement documentée).
Sati Kazanova (Kabardino-Balkarie, 2 octobre 1982) est une chanteuse et actrice russe. Elle a participé à l'émission Fabrika Zvezd en tant que membre du groupe Fabrika, qui a fini deuxième.